# Josefa Monrabal
 (septembre 2016).
Josefa Monrabal (1901 - 1936), est une religieuse espagnole, professe dans l'Institut des sœurs de Saint Joseph de Gérone. Arrêtée puis assassinée durant la persécution religieuse de la guerre d'Espagne, elle est vénérée comme bienheureuse et martyre par l'Église catholique. 

## Biographie
Issue d'un milieu profondément religieux, Josefa Monrabal se distingua dès son plus jeune âge pour son goût pour la prière et pour les œuvres de charité. Elle sentit rapidement un appel à la vie religieuse mais les circonstances familiales l'en empêchèrent. 
En 1928, elle intègre la congrégation des Sœurs de Saint-Joseph de Gérone au couvent de Gandia, récemment fondé par Mère Fidela Oller. Elle fit sa profession religieuse en 1931. Ses supérieurs l'envoyèrent à Villarreal, où elle se dévoua au service des malades. 
Lorsque la persécution religieuse éclata lors de la guerre d'Espagne, elle offrit sa vie pour la conversion des pécheurs. Expulsée de sa communauté par les miliciens en 1936, elle trouva refuge au couvent de Gandia. Le 30 août de cette même année, elle fut arrêtée et torturée avec Fidela Oller, avec qui elle partagea la mort, in odium fidei.

## Béatification
Josefa Monrabal et deux de ses compagnes (Fidela Oller et Facunda Margenat), sont béatifiées le 5 septembre 2015 à Gérone. La cérémonie est présidée par le cardinal Angelo Amato, préfet de la Congrégation pour les causes des saints, au nom du pape François.
Se fête liturgique est fixée au 30 août.